# Czebaczij (obwód rostowski)
Czebaczij (ros. Чебачий) – chutor w Rosji, w obwodzie rostowskim, w rejonie siemikarakorskim. W 2010 liczył 1362 mieszkańców.